# Bédar (kommun)
Bédar är en kommun i Spanien.   Den ligger i provinsen Provincia de Almería och regionen Andalusien, i den sydöstra delen av landet, 400 km söder om huvudstaden Madrid. Antalet invånare är 1 083. Arean är 46 kvadratkilometer.
Terrängen i Bédar är kuperad.